# Gloria Dickson
Pour les articles homonymes, voir Dickson.
Gloria Dickson est une actrice américaine, née Thais Alalia Dickerson le 13 août 1916 à Pocatello, dans l'Idaho, et décédée dans l'incendie de sa maison le 10 avril 1945 à Hollywood, en Californie (États-Unis).

## Biographie
De 1941 à 1944, elle fut mariée au réalisateur américain Ralph Murphy.

## Filmographie
- 1937 : La ville gronde (They won't forget)
- 1937 : Talent Scout de William Clemens
- 1938 : Chercheuses d'or à Paris (Gold Diggers in Paris) de Ray Enright et Busby Berkeley
- 1938 : Menaces sur la ville (Racket Busters) de Lloyd Bacon
- 1938 : Troubles au Canada (Heart of the North) de Lewis Seiler
- 1938 : Secrets of an Actress de William Keighley
- 1939 : Je suis un criminel (They Made Me a Criminal) de Busby Berkeley
- 1939 : Waterfront de Terry O. Morse
- 1939 : Cowboy Quarterback de Noel M. Smith
- 1939 : No Place to Go de Terry O. Morse
- 1939 : Sur les pointes (On Your Toes) de Ray Enright
- 1939 : Private Detective de Noel M. Smith
- 1940 : King of the Lumberjacks, de William Clemens
- 1940 : Tear Gas Squad (en)'' de Terry O. Morse
- 1940 : I Want a Divorce (en) de Ralph Murphy
- 1940 : La Mariée célibataire (This Thing Called Love) d'Alexander Hall
- 1941 : The Big Boss de Charles Barton
- 1941 : Mercy Island de William Morgan
- 1942 : The Affairs of Jimmy Valentine de Bernard Vorhaus
- 1943 : Power of the Press de Lew Landers
- 1943 : L'Étrangleur (Lady of Burlesque) de William A. Wellman
- 1943 : Crime Doctor's Strangest Case d'Eugene Forde
- 1944 : Rationing de Willis Goldbeck